# Nāser Houshmand Vaziri
Nāser Houshmand Vaziri (persisch ناصر هوشمند وزیری; geboren 1946 in Hamadan, Iran; gestorben 28. Juni 2019 in Teheran) war ein iranischer Bildhauer.

## Leben
Nāser Houshmand Vaziri zog im Alter von fünf Jahren mit seinen Eltern nach Teheran. Sein künstlerisches Talent zeigte sich bereits während der Schulzeit am Gymnasium, wo seine Lehrer auf ihn aufmerksam wurden und seine ersten Kunstwerke ausstellten. Nach dem Abitur schrieb sich Nāser Houshmand Vaziri 1966 an der Fakultät der Bildenden Künste der Universität Teheran ein, wo er Bildhauerei studierte. Nach Abschluss des Studiums eröffnete er 1971 sein eigenes Atelier in der Fātemi-Straße in Teheran. 2005 zog er nach Lavāsān im Nord-Osten von Teheran, um seinen Lebenstraum – sein Haus und seine Umgebung in eine Werkstatt und ein Kunstmuseum  umzuwandeln – zu verwirklichen. Zu dieser Anlage gehört auch ein in den Fels geschlagenes Höhlenmuseum.
Naser Houshmand Vaziri starb im Alter von 73 Jahren an einem Herzinfarkt, wie der Verband iranischer Bildhauer mitteilte.
Nāser Houshmand Vaziri war Vater zweier Töchter, die ebenfalls im Bereich der Bildhauerei und Malerei tätig sind.

## Werk und Ausstellungen
Nāser Houshmand Vaziri bearbeitete vor allem Felsstein aber auch Lehm, Holz, Sand, Glas, Glasfaser, Keramik, Harz, Geweihe, Metall und Zement. Hierbei entstanden sowohl klassische, mythologische Figuren aus dem Schāhnāme als auch moderne Skulpturen und Plastiken. Vaziri befasste sich ebenfalls mit Umweltthemen und der Taxidermie.
Bekannt sind vor allem seine Skulpturen im Dschamschidieh-Park und im Ferdowsi Park (Bāgh-e Ferdowsi) in Teheran. Letzterer wurde mit dem Agha-Khan Preis für Architektur ausgezeichnet. Weiterhin stehen 25 seiner Skulpturen im Zandschaner Völkerkundemuseum, der ehemaligen Wäscherei der Stadt.
Weitere Ausstellungen erfolgten 2003 in Hannover und 2006 in Teheran.